# Euroimmun
Die Euroimmun Medizinische Labordiagnostika AG (Eigenschreibweise EUROIMMUN) ist ein deutsches Unternehmen, das Reagenzien für die medizinische Labordiagnostik herstellt. Im Vordergrund stehen Testsysteme, mit denen im Serum von Patienten Antikörper bestimmt und dadurch Autoimmun- und Infektionskrankheiten (auch bei COVID-19) sowie Allergien diagnostiziert werden können.

## Geschichte
Das Unternehmen wurde im September 1987 von Winfried Stöcker gegründet und hat seinen Hauptsitz in Lübeck. Zweigstellen befinden sich in Groß Grönau bei Lübeck, in Dassow und Selmsdorf (beide Mecklenburg-Vorpommern), in Rennersdorf/O.L. (Sachsen), in Kunnersdorf auf dem Eigen (Sachsen) und in Pegnitz (Bayern). Euroimmun unterhält Niederlassungen in China (Peking, Hangzhou), Brasilien (São Paulo), Frankreich (Bussy-Saint-Martin), Großbritannien (London), Italien (Padua), Kanada (Mississauga), in Polen (Wrocław), in Portugal (Amadora), in der Schweiz (Luzern), in Singapur, in Spanien (Madrid), Südafrika (Kapstadt), in der Türkei (Istanbul) und in den
USA (New Jersey) sowie ein Vertriebsbüro in den Vereinigten Arabischen Emiraten (Dubai).
Im Jahr 2017 beschäftigte Euroimmun in Deutschland 1800 Mitarbeiter, weltweit 2575. Der Jahresumsatz 2017 betrug im Konzern 284 Millionen Euro. Nach eigenen Angaben beschäftigte Euroimmun im Jahr 2018 über 2800 Mitarbeiter, davon mehr als 2000 in Deutschland. Der Jahresumsatz stieg auf etwa 307 Millionen Euro. im Jahr 2023 beschäftigte Euroimmun 3500 Mitarbeiter in 17 Ländern.
Zu den Erfindungen der Euroimmun gehören die Biochips. Dabei handelt es sich um papierdünne Folien aus Glas, die mit Zellen oder Gewebeschnitten beschichtet und maschinell in millimetergroße Fragmente unterteilt werden. Diese Fragmente werden vollautomatisch auf Objektträger geklebt. Die Biochip-Technologie ermöglicht eine extreme Miniaturisierung und Standardisierung immunbiochemischer Analysen. Für dieses Verfahren wurde Euroimmun 1989 mit dem Schmidt-Römhild-Technologiepreis ausgezeichnet.
Die Zahlungen von Euroimmun in Höhe von einer Million Euro an die Universität zu Lübeck wurden nach einer Kontroverse zwischen dem Euroimmun-Gründer und damaligen Vorstandsvorsitzenden Winfried Stöcker und ehemaligen Universitätspräsident Hendrik Lehnert eingestellt.
Im Juni 2017 wurde die Absicht des amerikanischen Unternehmens PerkinElmer bekannt, Euroimmun zu erwerben. Das Bundeskartellamt stimmte der Übernahme im August 2017 zu, am 19. Dezember 2017 wurde der Verkauf für 1,2 Milliarden Euro abgeschlossen.
Am 1. Juli 2019 übernahm Wolfgang Schlumberger als Vorstandsvorsitzender die Leitung des Unternehmens. Er wechselte 2023 in den Aufsichtsratsvorsitz; als Vorstandsvorsitzender folgte ihm Dirk Beecker nach, der seit 2018 Finanzvorstand gewesen war. Zur Leitung des Unternehmens gehören neben Beecker Bianca Huth als Technische Vorständin und Lars Komorowski als Wissenschaftlicher Vorstand.
Aus den Geschäftsbereichen Life Sciences und Diagnostics von  PerkinElmer entstand 2023 das neue Unternehmen Revvity mit Hauptsitz  Waltham (Massachusetts)
mit weltweit mehr als 11.000 Mitarbeitenden und einem Umsatz von mehr als 2,7 Milliarden US-Dollar im Jahr 2023.
Im Mai 2025 hatte das Unternehmen Euroimmun in Lübeck mehr als 900 Beschäftigte und im Umkreis der Hansestadt mehr als 70 in Groß Grönau sowie in Mecklenburg-Vorpommern mehr als 800 in Dassow und in Selmsdorf rund 70. Weltweit hatte das Unternehmen 2025 weitere 16 Standorte und insgesamt rund 3500 Mitarbeitende, als sich ein Arbeitsplatzabbau abzeichnete.